# 王肃 (三国)

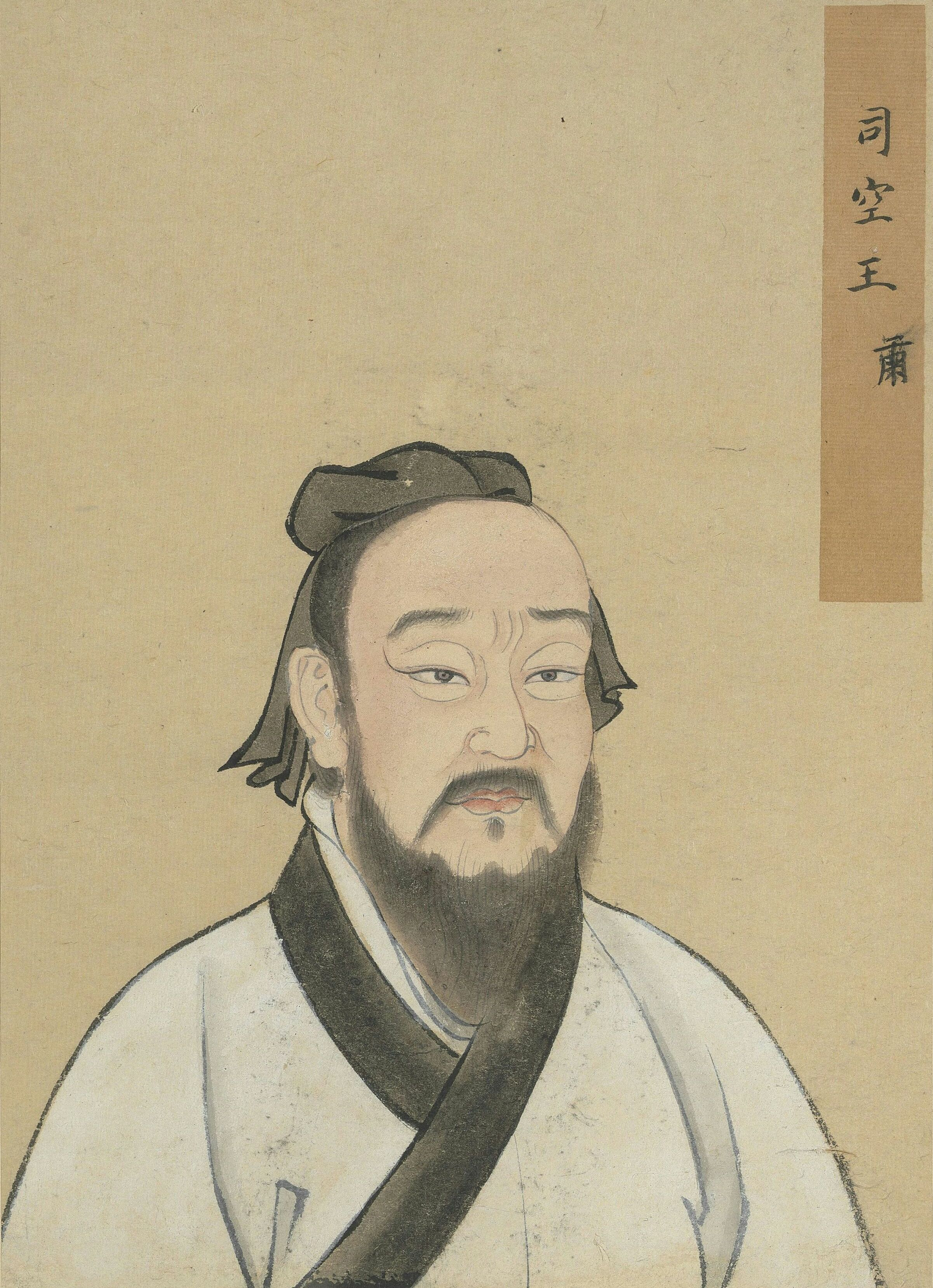
王肅

王肃（195年—256年），字子雍，东海郡郯（今山东郯城西南）人，三国时期经学大师，曹魏重臣王朗之子，也是西晉奠基人之一司马昭的岳父，西晉開國皇帝晉武帝司馬炎的外公。王肃注释的儒家六经曾经是从三国一直到南北朝的官方儒学教材，直至唐代孔颖达重新编撰确立了儒家六经的注释。著有《孔子家语》、《孔从子》、《尚书传》、《论语注》、《孝经注》等五部书籍。

## 生平
汉献帝興平二年（195年）出生於會稽郡，十八岁时（212年）向宋忠学习《太玄》，融合今古文经学两家学说以為已用，並注解《尚書》、《诗经》。王肃推崇賈逵、马融，不好鄭玄之學，曾針對《月令》是否以十月為歲首的問題提出論難；又如“曰若稽古”一辭，鄭玄解釋“稽古同天，言尧同于天”，王肃解釋为“顺考古道而行之”。王肃日後自立門戶，當時稱“王學”。
王肃于黄初年间擔任散骑黄门侍郎，太和二年（228年）王朗去世，王肃嗣兰陵侯。太和三年拜散骑常侍，此后又兼任秘书监、祟文观祭酒。正始元年（240年），出任广平太守，后因公事召回朝廷，拜议郎，很快又任侍中，再迁太常。曹爽执政时，由于牵连上宗庙事宜而被免职，不过此后又担任河南尹。
嘉平六年（254年），魏帝曹芳被废，王肃持节兼任太常，去元城迎接曹髦来继帝位。正元二年（255年），毌丘俭文钦叛乱，王肃建议司马师立刻前往征讨，破敌之后被封为中领军，加散骑常侍。
甘露元年（256年），王肃去世，諡景侯。子王恽嗣爵，但无子而亡，封国绝嗣而除。直到景元四年（263年），王肃的另一个儿子王恂又重新被封为兰陵侯。咸熙元年（264年），开建五等诸侯时，王恂因为王肃的功劳被封为第四等的氶子。

## 軼事
明帝曹叡時期，散騎常侍王肅著作經傳解說和議定朝儀，都改易鄭玄的版本，作為鄭玄再傳弟子的王基因而與王肅抗衡，堅持要跟從鄭玄的原意。
神算朱建平曾幫他看面相，說其可活到七十多歲，位至三公。但王肅於六十二歲就得病了，那些醫師都說治不好了。王肅之妻問其遺言，王肅還對其妻說：“建平說我可活七十多歲，官位可達三公，現在我還未到七十歲，有什麼好擔憂的！（建平相我逾七十，位至三公，今皆未也，將何慮乎！）”不久，想不到王肅就這樣病逝了。

## 纪念
唐太宗贞观二十一年（647年），诏令王肃等历代先贤先儒二十二人配享孔子。
宋真宗大中祥符九年（1009年）七月，下诏追赠王肃为司空，并命近臣撰赞。
明世宗嘉靖九年（1530年），下诏将王肃等十三人罢祀孔庙。

## 家庭

### 父族
- 王朗，父親，曹魏開國任三公。

### 妻妾
- 羊氏，王元姬母，晋武帝追赠平阳靖君。
- 夏侯氏，王元姬继母，晋武帝时追赠为荥阳乡君。

### 子嗣
- 王惲，嗣侯，无子而亡。
- 王恂，再封兰陵侯，后为氶子，历任河南尹、侍中。
- 王虔，位至尚书。
- 王恺，官至后将军，因与石崇斗富而出名。
- 另有四子，名不詳。

#### 女兒
- 王元姬，司马昭妻，晋武帝司马炎母。
- 王氏，南阳太守蒯钧妻。
- 王氏，嫁給鄭家。[9]
- 王氏，嫁給劉家。

#### 孫
- 王康，字士文，王虔子，歷任右衛將軍、南中郎將。
- 王隆，王虔子，晉後將軍。

#### 曾孫
- 王景，王隆子，晉大鴻臚。

#### 玄孫
- 王雅，王景之子。

#### 八世孫
- 王僧孺

## 延伸阅读
[在维基数据编辑]
 在维基文库阅读此作者作品
 《三國志·卷13》，出自陳壽《三國志》

### 引用
1. ↑  皮, 锡瑞. . 北京: 中华书局. 2008: 155. ISBN 9787101005349.
2. ↑  肃父朗与许靖书云：肃生於会稽。
3. ↑  皮锡瑞《经学通论》：“杂糅今古与郑君同，而立意与郑君为难。郑注书从今文，则以古文驳之；郑从古文，则又以今文驳之”
4. ↑  《隋书·经籍志》有“《扬子太玄经》七卷，王肃注。”《华阳国志·蜀郡士女·扬雄·赞》云：“其玄源渊懿，后世大儒张衡、崔子玉、宋仲子、王子雍皆为注解。”子雍是王肃的字。
5. ↑  卢弼《三国志集解·魏书·王朗传》注引张惠言所言：“肃著书，务排郑氏。马郑不同者则从马；马与郑同则并背马。然其训诂，大义出于马郑者十七，疑出于马郑者其父朗之学也；掊击马、郑者，肃之学也。”
6. ↑  《新唐书·卷十五·志第五·礼乐五·吉礼五》
7. ↑  《续资治通鉴·卷第二十八·宋纪二十八》
8. ↑  《明史·卷五十·志第二十六》
9. ↑  《晉書·卷三十一》：「鄭、劉二從母，先後至愛。」